# Neozodes signata
Neozodes signata är en skalbaggsart som beskrevs av Dmytro Zajciw 1958. Neozodes signata ingår i släktet Neozodes och familjen långhorningar. Inga underarter finns listade i Catalogue of Life.